# 文殊寺 (大垣市)
文殊寺（もんじゅじ）は、岐阜県大垣市錦町にある高野山真言宗の寺院である。山号は白光山。大垣藩ゆかりの寺院であり、大垣城の鬼門の位置に立っている。西美濃三十三霊場29番札所。
大垣藩の藩祖戸田一西が武蔵国鯨井の領主であったときに懇意となった瀧澤小源太という武士が、その後出家して僧となり、近江国大津に移って弥勒院という寺で秀賢を名乗っていた。戸田氏西が近江国膳所に移封された際に再会し、以降住職一族と戸田家の関係が続いていくこととなる。元和3年（1617年）に戸田氏鉄が膳所藩から尼崎藩へ移封されると、秀賢の子で弥勒院2世の秀尊も尼崎へ移り、そこにあって廃れていた般若寺の住持となって戸田家に仕えた。さらに寛永12年（1635年）、戸田家が尼崎藩から大垣藩へ転封すると秀尊もそれに従って移り住んだ。その後、秀尊の長男の正盛は岐阜町に文殊院を構え、大垣藩の修験道の総取締に任ぜられた。宝暦6年（1756年）には火伏のための愛宕社を境内に勧請している。文化9年（1812年）、岐阜町周辺が火災により焼失、当寺も焼け落ちるが、翌年復興を遂げている。明治3年（1870年）、神仏分離令により境内の愛宕社を分離して愛宕神社とし、寺号を文殊院から文殊寺に改めた。明治24年（1891年）に濃尾地震により大きな被害を受ける。再建の際に道路を境内地の真ん中に通す計画が持ち上がったため、現在地に移転している。